# Kristian Alfonso

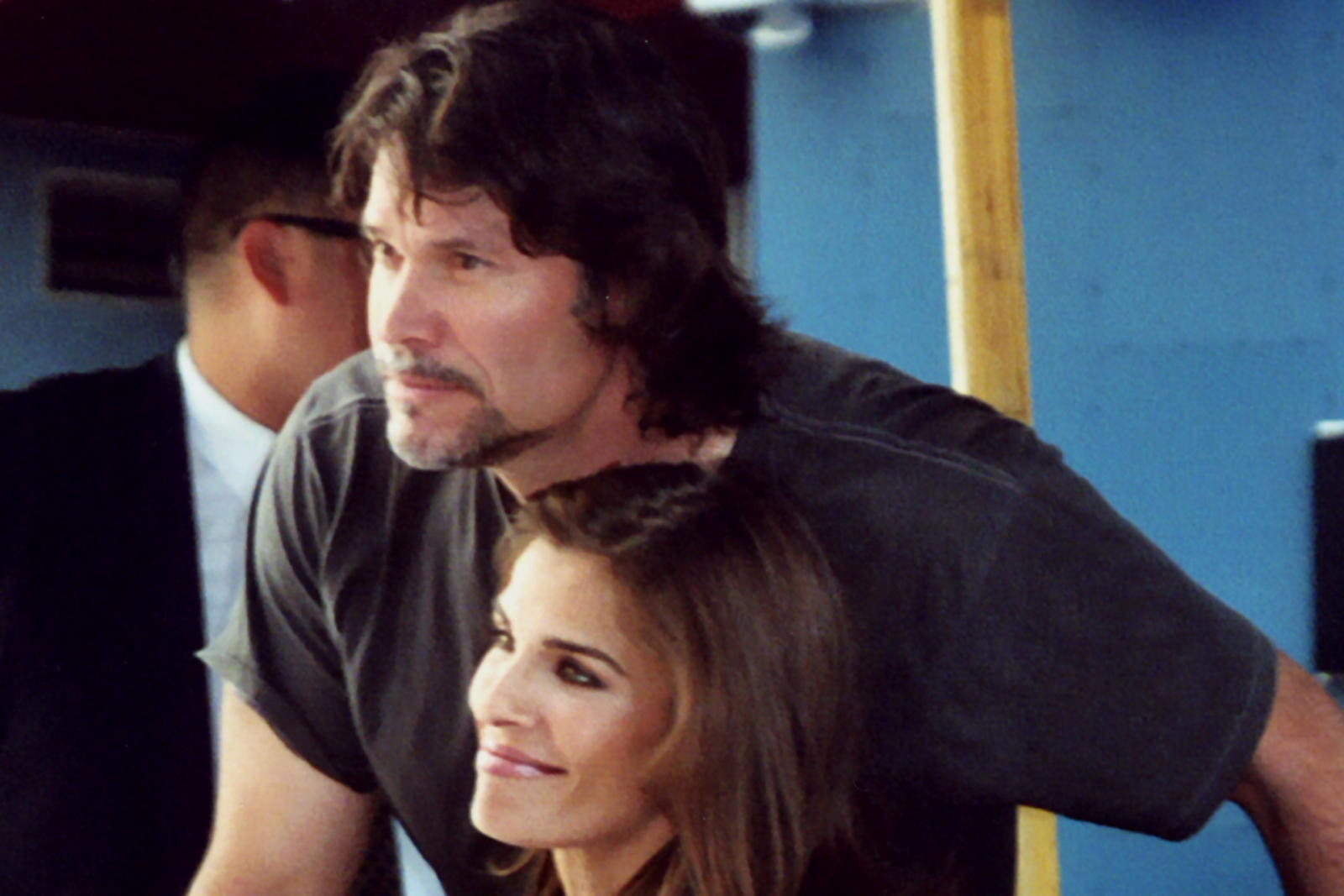
Kristian Alfonso mit Peter Reckell

Kristian-Joy Alfonso (* 5. September 1963 in Brockton, Massachusetts) ist eine US-amerikanische Schauspielerin.

## Leben
Alfonso ist die Tochter puerto-ricanischer Eltern. Sie besuchte die High School ihrer Geburtsstadt Brockton und machte dort 1982 ihren Abschluss.

### Sportkarriere
Alfonso war in ihrer Jugend engagierte und erfolgreiche Eiskunstläuferin. Sie gewann im Eiskunstlauf die Goldmedaille bei den „AAU Junior Olympic Games“, den Jugendspielen der US-amerikanischen Amateursportverbände. Im Alter von 13 beendete sie nach einem Rodelunfall ihre Eislaufkarriere.

### Modellkarriere
Danach wechselte sie als Laufsteg-Model in die Modebranche. Bereits mit 15 Jahren war sie auf Covern von über 30 Zeitschriften, darunter dem Seventeen Magazine, der Vogue und Harpers Bazaar, zu sehen. 2011 arbeitete sie für die Talent-Show und Castingagentur „Talent America“ in New York City und wirkte als Scout und Richter für mehrere Wettbewerbe.

### Schauspielkarriere
Noch während ihrer Modellkarriere begann Alfonso ihre Karriere als Schauspielerin. Sie bekam im NBC-Fernsehdrama The Star Maker neben Rock Hudson ihre erste Rolle. Anschließend besuchte sie im April 1983 ein Casting der Seifenoper Zeit der Sehnsucht und bekam hier die wiederkehrende Rolle der „Hope Williams“. Nach vier Jahren, im April 1987, verließ sie die Serie und bekam nach zweijähriger Auszeit 1989 die Rolle der „Pilar Ortega“ in der Seifenoper Falcon Crest. 1993 folgte Alfonsos erste Spielfilmhauptrolle an der Seite von Dolph Lundgren; sie spielte die Undercover-Polizistin „Rita Marek“ im Actionfilm Barett – Das Gesetz der Rache. Im Mai 1994 kehrte sie zur Seifenoper Zeit der Sehnsucht zurück und verkörperte „Gina“, das Alter Ego ihrer ersten Rolle „Hope Williams“. In der sechsten Staffel der Sitcom Friends in der Folge Was wäre, wenn (1) verkörperte sie diese Figur in einem Cameo-Auftritt.

### Persönliches
Alfonso war von 1987 bis 1991 mit dem Geschäftsmann Simon Macauley verheiratet, mit dem sie einen im Oktober 1990 geborenen Sohn hat. Am 6. Oktober 2001 heiratete sie den Richter Athanasios Richard „Danny“ Daggenhurst, mit dem ebenfalls einen Sohn hat, der am 18. Juli 2002 geboren wurde. Eine eigene Schmuckserie wird vom Verkaufssender QVC vertrieben.

## Filmografie

### Fernsehserien
- seit 1983: Zeit der Sehnsucht (Days of our Lives)
- 1985: Unglaubliche Geschichten (Amazing Stories, eine Folge)
- 1987: Wer ist hier der Boss? (Who’s the Boss?, eine Folge)
- 1988: Mord ist ihr Hobby (Murder, She Wrote, eine Folge)
- 1988–1989: Full House (zwei Folgen)
- 1988–1989: MacGyver (zwei Folgen)
- 1988–1990: Falcon Crest (44 Folgen)
- 1991: Love Stories
- 1993: Baywatch – Die Rettungsschwimmer von Malibu (Baywatch, zwei Folgen)
- 1993–1994: Melrose Place (sieben Folgen)
- 1994: Burkes Gesetz (eine Folge)
- 2000: Friends (eine Folge)
- 2003: Secret Lives
- 2009: 30 Rock (eine Folge)
- 2013: SoapBox with Lilly and Martha

### Fernsehfilme
- 1981: The Star Maker
- 1988: Die Pyramide des Todes (Out of Time)
- 1994: Blinde Leidenschaft (Blindfold: Acts of Obsession)
- 1997: Mord auf dem Campus (What Happened to Bobby Earl?)
- 1997: steve.oedekerk.com
- 2000: Zeit der Sehnsucht 35th Anniversary

### Kinofilme
- 1993: Barett – Das Gesetz der Rache (Joshua Tree)
- 1995: In the Kingdom of the Blind, the Man with One Eye Is King
- 2004: Day of Redemption